# Kuwanimyia
Kuwanimyia – rodzaj muchówek z rodziny rączycowatych (Tachinidae).

## Wybrane gatunki
- K. afra Cerretti, 2009[2]
- K. atra Cerretti, 2009[2]
- K. capensis Cerretti, 2009[2]
- K. conspersa Townsend, 1916[1]